# Ricardo Arjona

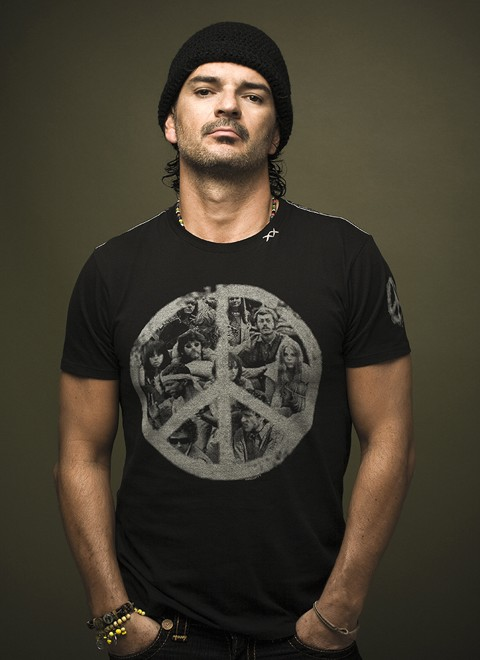
Ricardo Arjona, 2009

Edgar Ricardo Arjona Morales (gesprochen /aɾ'xona/; * 19. Januar 1964 in Jocotenango) ist ein populärer guatemaltekischer Sänger. Er gewann einen Latin Grammy (Best Male Pop Vocal Album 2006) und einen US-Grammy (Best Latin Pop Album 2007) für sein Album Adentro. Dazu kommen zahlreiche weitere Nominierungen für beide Preise.

## Leben
Arjona wurde im Dorf Jocotenango, in der Nähe von Antigua Guatemala, geboren. Seine Eltern sind Ricardo Arjona Moscoso und Noemí Morales de Arjona. Im Alter von drei Jahren zogen er und seine Familie nach Guatemala-Stadt.
Nach erstem musikalischem Unterricht nahm er 1974 am Wettbewerb „Festival Infantil Juventud 74“ mit einem von seinem Vater komponierten Lied teil. Seine Schulbildung setzte er zunächst im Fach Architektur und Ingenieurswesen an der Universität von San Carlos (USAC) fort, die er später jedoch mit einem Abschluss in Kommunikationswissenschaften verließ.
Seine professionelle musikalische Karriere begann 1981 mit einem Vertrag bei PolyGram, für die er vier Jahre später sein Debütalbum vorlegte. Seither entwickelte er sich zu einem der erfolgreichsten Musiker Mittelamerikas, der Einflüsse von Latin Pop, Rock, kubanischer Musik und Tejano verarbeitet. Seine Texte sind für Offenheit in Fragen wie Homosexualität, Vergewaltigung, Menschenraub und Immigrantentum bekannt. „El Animal Nocturno“, so sein Spitzname, verkaufte bislang mehr als 20 Millionen Tonträger. Sein zwölftes Album Poquita Ropa beispielsweise erhielt in kürzester Zeit Goldstatus in Chile und Kolumbien sowie eine Platinauszeichnung in Mexiko.
Arjona übernahm 2006 in Bandidas eine kleine Rolle als Darsteller.
Arjona ist Namensgeber der Bibliothekshalle der USAC sowie einer Straße seines Geburtsortes.

### Basketball
Arjona war neben seinen musikalischen Fähigkeiten ein talentierter Basketballspieler, spielte für Leones de Marte und aktiv. Er reiste mit der Nationalmannschaft Guatemalas durch Zentralamerika und hielt lange Zeit den Rekord für einen Spieler in Guatemala, als er über 70 Punkte in einem Spiel erzielte.

## Diskografie

### Studioalben
| Jahr | Titel                      | Höchstplatzierung, Gesamtwochen, AuszeichnungChartplatzierungen (Jahr, Titel, Platzierungen, Wochen, Auszeichnungen, Anmerkungen) | Höchstplatzierung, Gesamtwochen, AuszeichnungChartplatzierungen (Jahr, Titel, Platzierungen, Wochen, Auszeichnungen, Anmerkungen) | Höchstplatzierung, Gesamtwochen, AuszeichnungChartplatzierungen (Jahr, Titel, Platzierungen, Wochen, Auszeichnungen, Anmerkungen) | Anmerkungen                                                                      |
| Jahr | Titel                      | US | Latin | ES | Anmerkungen                                                                      |
| ---- | -------------------------- | --- | --- | --- | -------------------------------------------------------------------------------- |
| 1985 | Déjame decir que te amo    | — | — | — | Erstveröffentlichung: 1985                                                       |
| 1988 | Jesús, verbo no sustantivo | — | — | — | Erstveröffentlichung: 1988                                                       |
| 1991 | Del otro lado del sol      | — | — | — | Erstveröffentlichung: 17. September 1991                                         |
| 1992 | Animal nocturno            | — | Latin— ×2DoppelplatinLatin | — | Erstveröffentlichung: 9. Februar 1992 Verkäufe: + 180.000                        |
| 1994 | Historias                  | — | Latin43 ×4Vierfachplatin · (2 Wo.)Latin                                                                                           | — | Erstveröffentlichung: 19. April 1994 Verkäufe: + 480.000                         |
| 1996 | Si el norte fuera el sur   | — | Latin21 ×2Doppelplatin · (29 Wo.)Latin                                                                                            | — | Erstveröffentlichung: 20. August 1996 Verkäufe: + 300.000                        |
| 1998 | Sin daños a terceros       | — | Latin6 ×2Doppelplatin · (29 Wo.)Latin                                                                                             | — | Erstveröffentlichung: 2. Juni 1998 Verkäufe: + 306.000                           |
| 2000 | Galería caribe             | US136 (3 Wo.)US | Latin1 ×2Doppelplatin · (38 Wo.)Latin                                                                                             | — | Erstveröffentlichung: 29. August 2000 Verkäufe: + 330.000                        |
| 2002 | Santo Pecado               | — | Latin3 ×2Doppelplatin · (60 Wo.)Latin                                                                                             | — | Erstveröffentlichung: 19. November 2002 Verkäufe: + 660.000                      |
| 2005 | Adentro                    | US126 (2 Wo.)US | Latin3 ×2Doppelplatin · (63 Wo.)Latin                                                                                             | ES73 (14 Wo.)ES | Erstveröffentlichung: 6. Dezember 2005 Verkäufe: + 520.000; Grammy, Latin Grammy |
| 2008 | 5to Piso                   | US55 (3 Wo.)US | Latin1 Platin · (67 Wo.)Latin | ES21 (13 Wo.)ES | Erstveröffentlichung: 18. November 2008 Verkäufe: + 300.000                      |
| 2010 | Poquita Ropa               | US43 (3 Wo.)US | Latin1 (18 Wo.)Latin | ES18 (4 Wo.)ES | Erstveröffentlichung: 24. August 2010 Verkäufe: + 100.000                        |
| 2011 | Independiente              | US65 (3 Wo.)US | Latin1 Platin · (77 Wo.)Latin | ES68 (4 Wo.)ES | Erstveröffentlichung: 23. September 2011 Verkäufe: + 186.000                     |
| 2014 | Viaje                      | US35 (2 Wo.)US | Latin1 Gold · (47 Wo.)Latin | ES47 (8 Wo.)ES | Erstveröffentlichung: 29. April 2014 Verkäufe: + 150.000                         |
| 2017 | Circo Soledad              | US146 (1 Wo.)US | Latin2 Gold · (9 Wo.)Latin | ES5 (5 Wo.)ES | Erstveröffentlichung: 21. April 2017 Verkäufe: + 30.000                          |
| 2020 | Blanco                     | — | — | — | Erstveröffentlichung: 31. Juli 2020 Verkäufe: + 30.000                           |
| 2021 | Negro                      | — | — | — | Erstveröffentlichung: 3. Dezember 2021                                           |

grau schraffiert: keine Chartdaten aus diesem Jahr verfügbar

### Livealben
| Jahr | Titel                  | Höchstplatzierung, Gesamtwochen, AuszeichnungChartplatzierungen (Jahr, Titel, Platzierungen, Wochen, Auszeichnungen, Anmerkungen) | Höchstplatzierung, Gesamtwochen, AuszeichnungChartplatzierungen (Jahr, Titel, Platzierungen, Wochen, Auszeichnungen, Anmerkungen) | Höchstplatzierung, Gesamtwochen, AuszeichnungChartplatzierungen (Jahr, Titel, Platzierungen, Wochen, Auszeichnungen, Anmerkungen) | Anmerkungen                                               |
| Jahr | Titel                  | US | Latin | ES | Anmerkungen                                               |
| ---- | ---------------------- | --- | --- | --- | --------------------------------------------------------- |
| 1999 | Ricardo Arjona en vivo | — | Latin6 ×2Doppelplatin · (50 Wo.)Latin                                                                                             | — | Erstveröffentlichung: 5. Oktober 1999 Verkäufe: + 330.000 |
| 2013 | Metamorfosis en vivo   | US171 (1 Wo.)US | Latin3 (17 Wo.)Latin | ES68 (1 Wo.)ES | Erstveröffentlichung: 15. Oktober 2013 Verkäufe: + 60.000 |
| 2019 | Circo Soledad: En Vivo | — | Latin38 (1 Wo.)Latin | — | Erstveröffentlichung: 30. August 2019                     |

grau schraffiert: keine Chartdaten aus diesem Jahr verfügbar

### Kompilationen
| Jahr | Titel                            | Höchstplatzierung, Gesamtwochen, AuszeichnungChartplatzierungen (Jahr, Titel, Platzierungen, Wochen, Auszeichnungen, Anmerkungen) | Höchstplatzierung, Gesamtwochen, AuszeichnungChartplatzierungen (Jahr, Titel, Platzierungen, Wochen, Auszeichnungen, Anmerkungen) | Höchstplatzierung, Gesamtwochen, AuszeichnungChartplatzierungen (Jahr, Titel, Platzierungen, Wochen, Auszeichnungen, Anmerkungen) | Anmerkungen                                                 |
| Jahr | Titel                            | US | Latin | ES | Anmerkungen                                                 |
| ---- | -------------------------------- | --- | --- | --- | ----------------------------------------------------------- |
| 2003 | Lados B                          | — | Latin43 (8 Wo.)Latin | — | Erstveröffentlichung: 16. Dezember 2003 Verkäufe: + 50.000  |
| 2004 | Solo                             | — | Latin5 (23 Wo.)Latin | — | Erstveröffentlichung: 24. November 2004 Verkäufe: + 140.000 |
| 2007 | Quién dijo ayer                  | US59 (6 Wo.)US | Latin2 ×2Doppelplatin · (26 Wo.)Latin                                                                                             | — | Erstveröffentlichung: 21. August 2007 Verkäufe: + 300.000   |
| 2008 | Quién dijo ayer: Special Edition | — | Latin55 (11 Wo.)Latin | — | Erstveröffentlichung: 2008 Verkäufe: + 80.000               |
| 2008 | Simplemente lo mejor             | — | Latin33 (36 Wo.)Latin | — | Erstveröffentlichung: 2. Dezember 2008 Verkäufe: + 120.000  |
| 2012 | Canciones de Amor: Love Songs    | — | Latin16 (34 Wo.)Latin | — | Erstveröffentlichung: 24. Januar 2012                       |
| 2013 | Solo Para Mujeres                | — | Latin6 (62 Wo.)Latin | — | Erstveröffentlichung: 21. Januar 2013                       |
| 2016 | Apague La Luz y Escuche          | — | Latin3 (14 Wo.)Latin | ES93 (2 Wo.)ES | Erstveröffentlichung: 29. Juli 2016 Verkäufe: + 10.000      |
| 2021 | Blanco y negro                   | — | Latin46 (1 Wo.)Latin | ES50 (1 Wo.)ES | Erstveröffentlichung: 3. Dezember 2021                      |

grau schraffiert: keine Chartdaten aus diesem Jahr verfügbar
Weitere Kompilationen
- 1995: Oro Romántico: 20 Grandes Exitos
- 1999: Exitos a Mi Manera
- 2000: Lo mejor de ... (Verkäufe: + 30.000)
- 2001: 17 Exitos
- 2001: Mano a Mano (mit Ricardo Montaner)
- 2002: Colección De Oro
- 2003: Grandes Éxitos Vol. 2
- 2003: 12 Grandes Exitos (Verkäufe: + 20.000)
- 2005: Canciones
- 2009: Trópico
- 2010: Lo Esencial De Ricardo Arjona

### Singles
| Jahr | Titel Album                             | Höchstplatzierung, Gesamtwochen, AuszeichnungChartsChartplatzierungen (Jahr, Titel, Album, Platzierungen, Wochen, Auszeichnungen, Anmerkungen) | Anmerkungen                                              |
| Jahr | Titel Album                             | Latin | Anmerkungen                                              |
| ---- | --------------------------------------- | --- | -------------------------------------------------------- |
| 1993 | Mujeres Animal Nocturno                 | Latin6 (14 Wo.)Latin |                                                          |
| 1993 | Primera Vez Animal Nocturno             | Latin6 (18 Wo.)Latin |                                                          |
| 1994 | Te Conozco Historias                    | Latin3 (15 Wo.)Latin |                                                          |
| 1994 | Senora De Las Cuatro Decadas Historias  | Latin7 (8 Wo.)Latin |                                                          |
| 1995 | Realmente No Estoy Tan Solo Historias   | Latin11 (10 Wo.)Latin |                                                          |
| 1995 | Libre Historias                         | Latin29 (4 Wo.)Latin |                                                          |
| 1997 | Reputacion Si el norte fuera el sur     | Latin18 (5 Wo.)Latin |                                                          |
| 1997 | Ella Y El Si el norte fuera el sur      | Latin24 (6 Wo.)Latin |                                                          |
| 1998 | Dime Que No Sin daños a terceros        | Latin6 (10 Wo.)Latin |                                                          |
| 1998 | Mentiroso Sin daños a terceros          | Latin22 (4 Wo.)Latin |                                                          |
| 2000 | Desnuda Sin daños a terceros            | Latin1 (46 Wo.)Latin |                                                          |
| 2000 | Cuando Galería caribe                   | Latin1 (26 Wo.)Latin |                                                          |
| 2001 | Mesias Galería caribe                   | Latin19 (3 Wo.)Latin |                                                          |
| 2002 | El Problema Santo Pecado                | Latin1 (26 Wo.)Latin |                                                          |
| 2003 | Dame Santo Pecado                       | Latin8 (21 Wo.)Latin |                                                          |
| 2003 | Minutos Santo Pecado                    | Latin5 (17 Wo.)Latin |                                                          |
| 2004 | Duele Verte Santo Pecado                | Latin21 (9 Wo.)Latin |                                                          |
| 2005 | Porque Es Tan Cruel El Amor Solo        | Latin2 (33 Wo.)Latin |                                                          |
| 2005 | La Mujer Que No Sone Solo               | Latin46 (3 Wo.)Latin |                                                          |
| 2005 | Acompaname A Estar Solo Adentro         | Latin7 (19 Wo.)Latin | Erstveröffentlichung: 25. Oktober 2005                   |
| 2006 | Pinguinos En La Cama Adentro            | Latin44 (3 Wo.)Latin | Erstveröffentlichung: Januar 2006                        |
| 2006 | Mojado Adentro                          | Latin34 (5 Wo.)Latin | Erstveröffentlichung: Januar 2006 feat. Intocable        |
| 2006 | A Ti Adentro                            | Latin14 (20 Wo.)Latin | Erstveröffentlichung: März 2006                          |
| 2006 | De Vez En Mes Adentro                   | Latin49 (2 Wo.)Latin | Erstveröffentlichung: 7. April 2006                      |
| 2007 | Quien Quién dijo ayer                   | Latin21 (16 Wo.)Latin | Erstveröffentlichung: 19. Juni 2007                      |
| 2007 | Quiero Quién dijo ayer                  | Latin12 (18 Wo.)Latin | Erstveröffentlichung: 11. November 2007                  |
| 2008 | Como Duele 5to Piso                     | Latin2 (20 Wo.)Latin | Erstveröffentlichung: 4. November 2008                   |
| 2009 | Sin Ti...Sin Mi 5to Piso                | Latin4 (20 Wo.)Latin | Erstveröffentlichung: 19. Januar 2009                    |
| 2009 | Tocando Fondo 5to Piso                  | Latin20 (15 Wo.)Latin | Erstveröffentlichung: 25. Juli 2009                      |
| 2011 | El Amor Independiente                   | Latin1 (18 Wo.)Latin | Erstveröffentlichung: 23. August 2011 Verkäufe: + 30.000 |
| 2012 | Fuiste Tu Independiente                 | Latin2 (20 Wo.)Latin | Erstveröffentlichung: 7. Februar 2012 feat. Gaby Moreno  |
| 2012 | Te Quiero Independiente                 | Latin1 (13 Wo.)Latin | Erstveröffentlichung: 5. Juli 2012                       |
| 2014 | Apnea Viaje                             | Latin10 (17 Wo.)Latin | Erstveröffentlichung: 4. März 2014                       |
| 2014 | Lo Poco Que Tengo Viaje                 | Latin17 (20 Wo.)Latin | Erstveröffentlichung: 22. April 2014                     |
| 2016 | Nada Es Como Tu Apague La Luz Y Escuche | Latin50 (1 Wo.)Latin | Erstveröffentlichung: 17. Juni 2016                      |

### Gastbeiträge
| Jahr | Titel Album                         | Höchstplatzierung, Gesamtwochen, AuszeichnungChartsChartplatzierungen (Jahr, Titel, Album, Platzierungen, Wochen, Auszeichnungen, Anmerkungen) | Anmerkungen                       |
| Jahr | Titel Album                         | Latin | Anmerkungen                       |
| ---- | ----------------------------------- | --- | --------------------------------- |
| 2012 | Mientras Tanto 12 Historias en vivo | Latin22 (16 Wo.)Latin | Tommy Torres feat. Ricardo Arjona |

### Videoalben
- 2004: Solo (Verkäufe: + 18.000)

## Auszeichnungen für Musikverkäufe
| Goldene Schallplatte - Argentinien - 2000: für das Album Lo mejor de ... - 2003: für das Album 12 Grandes Exitos - 2016: für das Album Apague La Luz y Escuche - Mexiko - 2004: für das Album Lados B - 2005: für das Videoalbum Solo - 2008: für das Album Simplemente lo mejor - 2015: für die Single El amor - 2023: für das Album Blanco 2× Goldene Schallplatte - Mexiko - 2000: für das Album Ricardo Arjona en vivo Platin-Schallplatte - Argentinien - 1993: für das Album Animal nocturno - 1999: für das Album Ricardo Arjona en vivo - 2000: für das Album Galería caribe - 2004: für das Videoalbum Solo - 2004: für das Album Solo - 2008: für das Album Simplemente lo mejor - 2008: für das Album Simplemente lo mejor (CD+DVD) - 2010: für das Album Poquita Ropa - Ecuador - 2012: für das Album Independiente - Mexiko - 2000: für das Album Galería caribe - 2005: für das Album Solo - 2007: für das Album Quién dijo ayer - 2010: für das Album Poquita Ropa - 2014: für das Album Metamorfosis en vivo - Uruguay - 1999: für das Album Sin daños a terceros | 3× Goldene Schallplatte - Mexiko - 2008: für das Album 5to Piso 2× Platin-Schallplatte - Argentinien - 2007: für das Album Quién dijo ayer - 2007: für das Album Quién dijo ayer: Special Edition - Mexiko - 2003: für das Album Santo Pecado - 2006: für das Album Adentro - 2012: für das Album Independiente - 2022: für das Album Viaje 3× Platin-Schallplatte - Argentinien - 1996: für das Album Si el norte fuera el sur - 1998: für das Album Sin daños a terceros - 2008: für das Album 5to Piso 4× Platin-Schallplatte - Argentinien - 1994: für das Album Santo Pecado - 1994: für das Album Historias 5× Platin-Schallplatte - Argentinien - 2005: für das Album Adentro |

Anmerkung: Auszeichnungen in Ländern aus den Charttabellen bzw. Chartboxen sind in ebendiesen zu finden.
| Land/RegionAuszeichnungen für Musikverkäufe (Land/Region, Auszeichnungen, Verkäufe, Quellen) | Gold       | Platin       | Verkäufe  | Quellen                                                        |
| -------------------------------------------------------------------------------------------- | ---------- | ------------ | --------- | -------------------------------------------------------------- |
| Argentinien (CAPIF)                                                                          | 3× Gold3   | 34× Platin34 | 1.728.000 | capif.org.ar AR2 AR3                                           |
| Ecuador (SOPROFON)                                                                           | —          | Platin1      | 6.000     | Einzelnachweise                                                |
| Mexiko (AMPROFON)                                                                            | 8× Gold8   | 14× Platin14 | 1.640.000 | amprofon.com.mx                                                |
| Uruguay (CUD)                                                                                | —          | Platin1      | 6.000     | cudisco.org (Memento vom 16. Februar 2005 im Internet Archive) |
| Vereinigte Staaten (RIAA)                                                                    | 2× Gold2   | 22× Platin22 | 1.380.000 | riaa.com                                                       |
| Insgesamt                                                                                    | 13× Gold13 | 72× Platin72 |           |                                                                |